# KDU-414
KDU-414 (GRAU Index 11D414)は硝酸と非対称ジメチルヒドラジンを燃焼する液体式ロケットバーニアエンジンである

## 概要
イサーエフ設計局で開発された。モルニア1号、マルス1号、ベネラ1号、ゾンド2号、ゾンド3号等の探査機で使用された。
軌道修正装置は単一の燃焼室の単室ロケットエンジン、内部に球形のタンクを配置した円錐体で構成される。タンク内は燃料用（非対称ジメチルヒドラジン）と酸化剤（硝酸）の2つの部分に仕切られている。
エンジンへの燃料と酸化剤は窒素ガスで加圧されたタンクから供給される。加圧用の窒素ガスは弾力のある隔壁によって推進剤とは混ざらない。さらに、圧縮窒素は自動制御装置の制御回路にも使用される。
エンジンは、燃焼室のノズルヘッドに備えられた2軸のジンバルで傾けられる